# Rimma Gawriłowa
Rimma Aleksandrowna Gawriłowa (ros. Римма Александровна Гаврилова, ur. 31 lipca 1934 w Wiaznikach, zm. 31 października 2008 tamże) – radziecka tkaczka i polityk.

## Życiorys
Uczyła się w technikum tekstylnym, jednak przerwała naukę i w wieku 16 lat rozpoczęła pracę jako tkaczka w kombinacie lnu w Wiaznikach, w 1972 zaocznie ukończyła kursy technikum tekstylnego. Pracowała w kombinacie przez 39 lat. Była członkiem Komitetu Miejskiego i Komitetu Obwodowego KPZR, deputowaną do Rady Miejskiej Wiaznik i Rady Najwyższej ZSRR (9 i 10 kadencji), 1980-1985 wchodziła w skład Prezydium Rady Najwyższej ZSRR. Była honorową obywatelką miast: Wiazniki (1975), Děčín (Czechosłowacja) i Juana-Jata (Meksyk).

## Odznaczenia i nagrody
- Medal Sierp i Młot Bohatera Pracy Socjalistycznej (16 stycznia 1974)
- Order Lenina (dwukrotnie, 5 kwietnia 1971 i 16 stycznia 1974)
- Order Rewolucji Październikowej (17 marca 1981)
- Order Czerwonego Sztandaru Pracy (27 sierpnia 1984)
- Nagroda Państwowa ZSRR (1977)
- Złoty Medal Osiągnięć Gospodarki Narodowej ZSRR

I medale.